# Spinal Tap
Spinal Tap ou Spın̈al Tap é uma banda fictícia britânica de heavy metal. Ela foi criada para o filme This Is Spinal Tap, de 1984. No filme, há um falso documentário sobre esta banda, e ele fez tanto sucesso e enganou tanta gente que muitos pensaram que a banda realmente existia. Por isso, o diretor Christopher Guest (que também faz um dos integrantes da banda, o guitarrista) tornou a brincadeira realidade, e o Spinal Tap, além de lançar discos, chegou a fazer shows pelos Estados Unidos e Europa. 
Eles também aparecem em Os Simpsons, nos episódios The Otto Show e Homer's Barbershop Quartet.
A canção "Stonehenge" apareceu na segunda temporada da série Supernatural.

## Membros Atuais
| Personagem                    | Interpretado por (músico) | Instrumentos                                                                                 |
| ----------------------------- | ------------------------- | -------------------------------------------------------------------------------------------- |
| - David St. Hubbins           | Michael McKean            | vocais, guitarras rítmica e principal, violão, baixo (1964–present)                          |
| - Nigel Tufnel                | Christopher Guest         | guitarras principais, back-vocal, baixo, piano, violino, violin bow, mandolin (1964–present) |
| - Derek Smalls                | Harry Shearer             | baixo, back-vocals (1967–present)                                                            |
| - "Caucasian" Jeffery Vanston | C. J. Vanston             | teclados, back-vocals                                                                        |
|                               | Gregg Bissonette          | baterias, percussão                                                                          |

## Discografia
| - 1984 - This Is Spinal Tap - U.S. Nº. 121 - 1992 - Break Like the Wind - U.S. Nº. 61, UK Nº. 51 - 2009 - Back from the Dead - U.S. Nº. 52 Singles - "Christmas with the Devil" / "Christmas with the Devil (Scratch Mix)" (1984) - "Bitch School" / "Springtime" (1992) UK No. 35 - "The Majesty of Rock" (1992) UK No. 61 - "Back from the Dead" (2000) - "Warmer Than Hell" (2007) - "Saucy Jack" (2009) (released as free MP3 download from official website) | - Spinal Tap Sings Listen To The Flower People & Other Favorites, 1967 - We Are All Flower People, 1968 - Top Hit For Nows, 1968 - The Incredible Flight Of Icarus P. Anybody, 1969 - Silent But Deadly, 1969 - Audible Death, bootleg, 1969 - Brainhammer, 1970 - Nerve Damage, 1971 - Blood To Let, 1972 - Intravenus De Milo, 1974 - The Sun Never Sweats, 1975 - Jap Habit, 1975 - Live At Budokkan, 1975 - Bent for the Rent, 1976 - Tap Dancing, 1976 - Rock 'n Roll Creation, 1977 - It's a Smalls World, Derek solo, 1978 - Nigel Tufnel's Clam Caravan, Nigel solo, 1979 - Shark Sandwich, 1980 - Openfaced Mako, 1981 - Smell The Glove, 1982 - Heavy Metal Memories, recopilación (budget recopilation), 1983 - Got Thamesmen On Tap, 1984 - Maximum Tap, 1985 - It's A Dub World, 1988 - Doesn't Anybody Here Speak English?, Ross MacLochness solo,1990 - Here's More Tap1996 - Flak Packet, 2005 - Lusty Lorry,2009 - SEXX! (Soundtrack), 2010 - Hernia, desconocido, 24-CD - Pyramid Blue, Nigel solo, 2013 |